# Géza Henni
Géza Henni (Kiskunhalas, 6 de noviembre de 1926 - Florida, 7 de abril de 2014) fue un futbolista húngaro y medallista olímpico, que jugaba en la demarcación de portero.

## Biografía
En 1945 el Ferencvárosi TC se hizo con sus servicios como futbolista del primer equipo cuando contaba con 19 años. Cuatro años después ganó la Nemzeti Bajnokság I con el club. Tras 112 partidos jugados y cinco temporadas en el equipo, Henni fue traspasado al Budapesti Dózsa, donde jugó las seis temporadas restantes hasta su retiro como futbolista en 1956. Once años después la selección de fútbol de Estados Unidos le contrató como administrador del equipo. Un año después hizo lo propio con el Houston Stars, también de Estados Unidos.
Falleció el 7 de abril de 2014 en Florida a los 87 años de edad.

## Selección nacional
Hizo su debut con la selección de fútbol de Hungría el 2 de mayo de 1948 contra Austria, partido que finalizó con un resultado de 2-3 a favor del combinado austriaco. Además también fue convocado para disputar los Juegos Olímpicos de Helsinki 1952, aunque no llegó a jugar ningún partido. Finalmente, el 4 de octubre de 1953 jugó su último partido con la selección contra Bulgaria.

## Clubes
| Club            | País    | Año         | Partidos | Goles |
| --------------- | ------- | ----------- | -------- | ----- |
| Ferencvárosi TC | Hungría | 1945 - 1950 | 112      | 0     |
| Budapest Dózsa  | Hungría | 1950 - 1956 | ¿?       | ¿?    |

## Palmarés

### Campeonatos nacionales
| Título              | Club            | País    | Año  |
| ------------------- | --------------- | ------- | ---- |
| Nemzeti Bajnokság I | Ferencvárosi TC | Hungría | 1949 |